# Hans Schöchlin
Hans W. Schöchlin, švicarski veslač, * 6. marec 1893, † 3. junij 1978.
Schöchlin je za Švico nastopil na Poletnih olimpijskih igrah 1928 in tam z dvojcem s krmarjem osvojil zlato medaljo.